# Dungeons of Dreadrock
Dungeons of Dreadrock ist ein Computerspiel aus dem Genre Denkspiel. Es spielt in einer nordischen Fantasiewelt, in der der Spieler in die Rolle einer jungen Frau schlüpft, die ihren Bruder aus dem namensgebenden Höhlensystem „Dungeons of Dreadrock“ rettet. Das Spiel übernimmt das Dungeon-Setting und die Mechaniken (Falltüren, Schalter, Teleporter etc.) alter Dungeon Crawler wie Dungeon Master oder Eye of the Beholder und überträgt diese konzeptionell minimalistisch in eine Top-Down-Perspektive. Damit einhergehend verschiebt sich der spielerische Fokus vom Rollenspiel zum Denkspiel mit dem Ziel, diese Art von Spielen einem breiteren Publikum zugänglich zu machen. Das Spiel wurde 2022 für Android, iOS, Windows und Nintendo Switch veröffentlicht.

## Rezeption
Laut Metacritic hat Dungeons of Dreadrock für iOS, PC und Nintendo Switch jeweils „allgemein positive“ Bewertungen erhalten.
Viele Rezensionen stellen eine Verbindung des Grafik-Stils zu The Legend of Zelda: The Minish Cap her und heben das Game Design als die größte Stärke des Spiels hervor.

### Auszeichnungen
Das Spiel gewann den internationalen Wettbewerb Google Play Indie Games Festival. und den ersten Preis des Indie-Clash-Wettbewerbs. Es wurde außerdem in den Kategorien „Bestes Game Design“, „Bestes Familienspiel“ und „Bestes Mobiles Spiel“ beim Deutschen Computerspielpreis 2023 nominiert und als „Bestes Mobiles Spiel“ ausgezeichnet. Es wurde 2022 für den Kindersoftwarepreis TOMMI in der Kategorie USK 12 nominiert. sowie als bestes mobiles Spiel und als bestes Indiespiel beim GDWC. Außerdem war das Spiel 2023 Finalist des „People’s Choice Award“ von Pocketgamer.